# Медведєв Юрій Миколайович
Юрій Миколайович Медведєв (рос. Ю́рий Никола́евич Медве́дев; 1 квітня 1920, Митищі, Російська СФРР — 19 липня 1991, Гомель, Білоруська РСР, СРСР) — радянський російський артист театру і кіно. Заслужений артист РРФСР (1972). Народний артист РРФСР (1981).

## Біографія
Закінчив Державний інститут театрального мистецтва (1942). Працював у фронтовому театрі, а з 1945 р. — у Московському драматичному театрі ім. Єрмолової.
З 1986 року — актор Малого театру СРСР.
Зіграв близько ста сорока кіноролей (комедійні, характерні — переважно другого плану).
Похований у Москві на Троєкуровському кладовищі.

## Фільмографія
- «Випробування вірності» (1954),
- «Васьок Трубачов і його товариші» (1955),
- «Загін Трубачова бореться»,
- «Справа була у Пенькові» (1957),
- «Люба моя людина» (1958),
- «Дама з собачкою»,
- «Нормандія-Неман» (1960),
- «Довгий день» (1961),
- «Людина-амфібія»,
- «Вільний вітер» (1961),
- «До мене, Мухтаре!» (1964),
- «Наш дім» (1965),
- «У місті С.»,
- «Крила»,
- «Саша-Сашенька»,
- «Чорт із портфелем» (1966),
- «Щит і меч»,
- «Угрюм-ріка» (1968),
- «Злочин і кара»,
- «Ад'ютант його високоповажності» (1969),
- «Шельменко-денщик» (1971),
- «Москва — Кассіопея» (1973),
- «Погана хороша людина» (1973),
- «Підлітки у Всесвіті» (1974),
- «Єдина…» (1975),
- «Мисливець за браконьєрами» (1975),
- «12 стільців»,
- «Неповнолітні» (1976),
- «Сім викрадених наречених» (1976),
- «Три веселі зміни» (1977),
- «Ася» (1977),
- «Жили-були в першому класі...» (1977),
- «Шурочка» (1982),
- «Людина з бульвару Капуцинів» (1987),
- «Сім днів з російською красунею» (1991) та ін.

Знявся в українських стрічках:
- «Артист із Коханівки» (1961)
- «У мертвій петлі» (1962),
- «Сувора гра» (1964, Федюк),
- «Туфлі з золотими пряжками» (1976, т/ф, 2 а),
- «Дипломати мимоволі» (1978),
- «Депутатська година» (1980),
- «Я — Хортиця» (1981),
- «Бережіть жінок» (1981, т/ф, 2с),
- «Пригоди Петрова і Васєчкіна, звичайні й неймовірні» (1983),
- «На мить озирнутися...» (1984, т/ф, 2с),
- «До розслідування приступити» (1986),
- «Увага: Відьми!» (1990).

Працював на озвучуванні мультфільмів:
- «Помаранчева шийка» (1954),
- «Казка про золотого півника» (1967),
- «Кіт, який гуляв сам по собі» (1968),
- «Крадене сонце» (1978),
- «А в цій казці було так…» (1984),
- «Скарб» (1985),
- «Блакитна стріла» (1985),
- «Новосілля у братика Кролика» (1986),
- «Біла чапля» (1987) та ін.